# Citgo

Logo da Citgo

Citgo Petroleum Corporation é uma refinaria, distribuidora e revendedora de petróleo e produtos derivados. Ela faz parte da Citgo America, uma subsidiaria da empresa estatal venezuelana PDVSA. A sede da companhia está localizada na cidade de Houston, Texas, EUA.

## História
As origens da companhia remetem ao inicio do século XX, quando o técnico petrolífero Henry Latham Doherty obteve êxito na produção de petróleo e gás natural para a geração de energia elétrica para as fabricas e residencias. Os bons resultados levaram o técnico a criar uma companhia de gás e petróleo. Inicialmente, os produtos eram vendidos para as empresas de eletricidade e serviços públicos. Criada sob o nome Cities Service Company, expandiu seus negócios com a aquisição de refinarias nas regiões central e sudoeste dos EUA. Posteriormente desenvolveu uma infraestrutura capaz de interligar as refinarias através de gasodutos. Em 1965, A Cities service criou a marca Citgo e a partir de então, passou a gerenciar a distribuição e transporte de combustíveis sob a nova divisão em 1982 a Occidental Petroleum comprou a companhia e transformou a Citgo em subsidiaria no ano seguinte. Mais tarde, a Southland Corporation adquiriu o controle da empresa e vendeu 50% das ações para a PDVSA, que comprou o restante em 1990.